# Ере (Швеція)
Ере (дан. øre, норв. øre, швед. öre) — розмінна монета у Данії, Норвегії та Швеції. Що дорівнює 1/100 крони.

## Історія
Розмінна монета Ісландії в російській традиції носила назву «ейрі» (рідше «ейрір» від ісл. eyrir).
Розмінні монети зразка 1981 і 1986 років номінальної вартості у 5, 10 і 50 ейрі були виведені з грошового обігу з 1 січня 1995 р..
Із 1 січня 1999 р. ейрі не застосовується навіть як лічильна одиниця у розрахунках, відповідно до Закону № 36 від 27 квітня 1998 р.. Отже, у даний момент розмінної грошової одиниці в Ісландії офіційно не існує.
У даний час у Данії і Норвегії в обігу знаходяться монети номіналом у 50 ере (у Швеції 50 ері були виведені з обігу у жовтні 2010 року, у Норвегії вилучали з обігу 1 травня 2012 р.).

## Етимологія
Назва монети ере (ейрі) походить від давньоримської монети ауреус (лат. aureus — золотий), що дорівнює 25 денаріям.

## Галерея

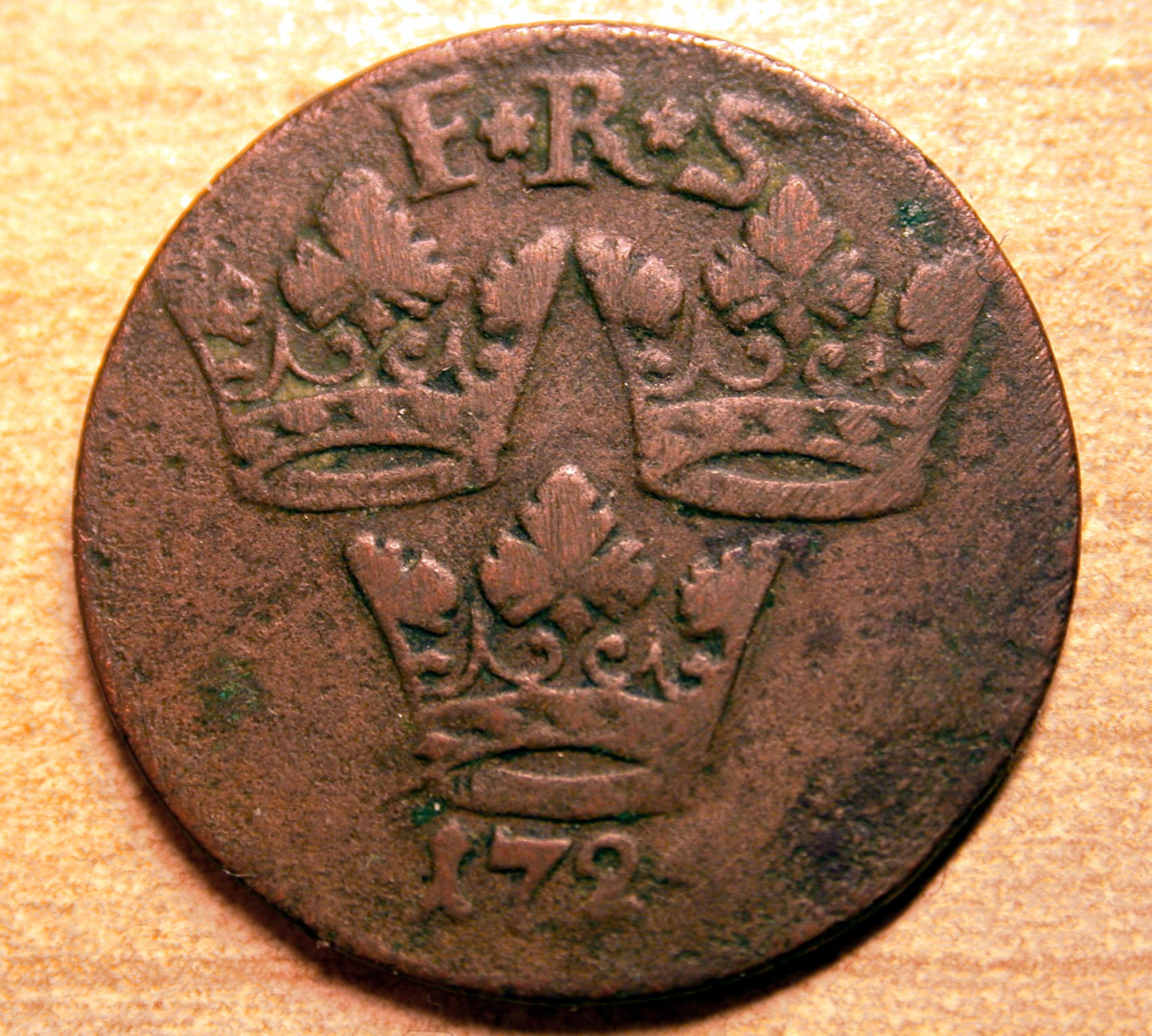
1 ере, Швеція, 1724 р.
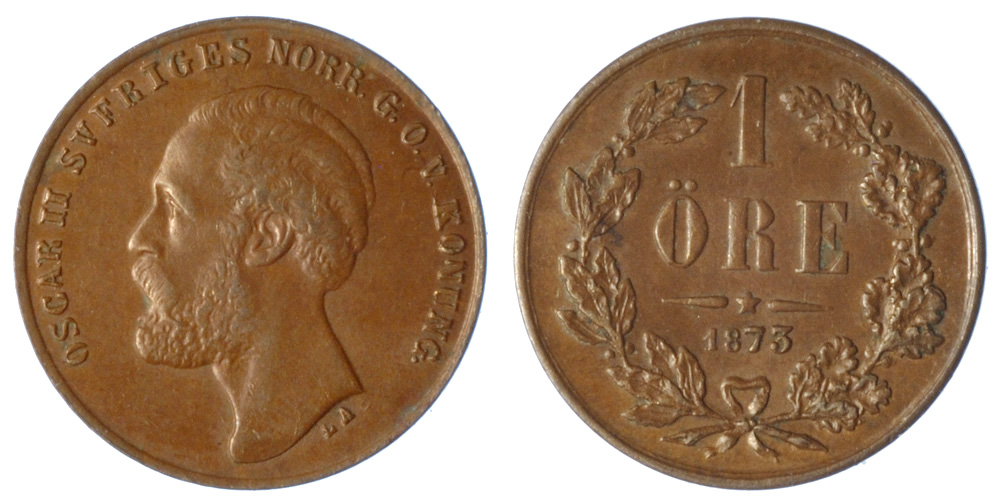
1 ере, Швеція, 1873 р.
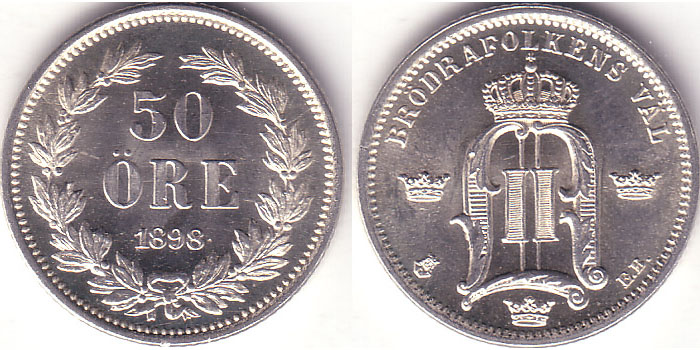
50 ере, Швеція, 1898 р.
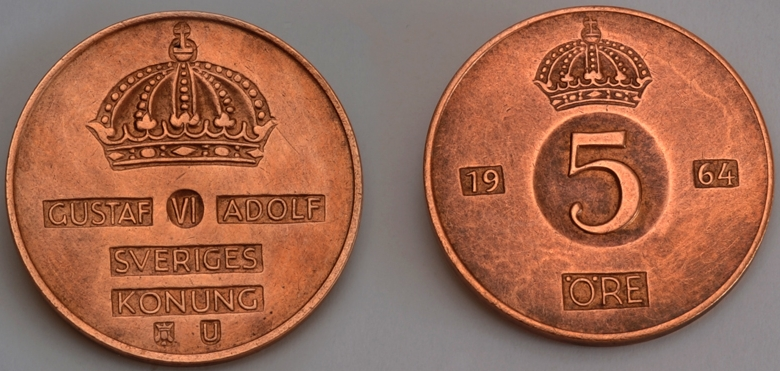
5 ере, Швеція, 1964 р.